# Finn Hågen Krogh
Finn Hågen Krogh (* 6. September 1990 in Alta) ist ein norwegischer Skilangläufer.

## Werdegang
Krogh trat bis 2010 in Juniorenbereich auf. Bei den Juniorenweltmeisterschaften 2009 in Praz de Lys gewann er Bronze mit der Staffel. Ein Jahr später bei den Junioren-Weltmeisterschaften 2010 in Hinterzarten holte er Gold mit der Staffel und Bronze im Skiathlon. Über 10 km klassisch verpasste er nur knapp eine Medaille. In der Saison 2010/11 nahm er vorwiegend am Scandinavian Cup teil, den er auf den ersten Platz in der Gesamtwertung abschloss. Durch die guten Ergebnisse bekam er sein Weltcupdebüt in Liberec. Im Sprint belegte er den 21. Rang. Beim Skilanglauf-Weltcup-Finale 2010/11 wurde er Zweiter und gewann dabei im Skiathlon. Beim Saisonstart der Saison 2011/12 gewann er mit der Staffel das Rennen in Sjusjøen. Es folgten Platzierungen in Mittelfeld. Er nahm darauf wieder an Rennen des Scandinavian Cups teil, den er mit dem 11. Platz in der Gesamtwertung abschloss.
In der nachfolgenden Saison nahm Krogh an der Tour de Ski teil. Er konnte dabei den Sprintwettbewerb gewinnen und beendete die Tour auf den 18. Platz. Bei den Nordischen Skiweltmeisterschaften 2013 in Val di Fiemme trat er beim Rennen über 15 km Freistil an und belegte den 31. Platz. Das Weltcup-Finale in Stockholm und Falun beendete er als Zweiter. Die Saison beendete er auf den 10. Platz in der Gesamtwertung. Bei den norwegischen Skilanglaufmeisterschaften 2013 in Gåsbu holte er Silber über 15 km Freistil. In der Saison 2013/14 beendete er die Tour de Ski vorzeitig. Er konnte in der Saison mehrere Top-Zehn-Platzierungen belegen, darunter dreimal Rang fünf und damit bestes Ergebnis in der Saison. Bei den Olympischen Winterspielen 2014 in Sotschi war er zwar in norwegischen Kader, nahm aber an keinen Rennen teil. Er belegte den 24. Platz in Gesamtweltcup. Bei den norwegischen Skilanglaufmeisterschaften 2014 in Molde holte er Bronze im Sprint.
Zu Beginn der Saison 2014/15 erreichte Krogh den zweiten Rang bei der Nordic Opening in Lillehammer. Dabei belegte er den dritten Platz im Sprintrennen und den zweiten Platz über 10 km Freistil. Es folgten ein dritter Platz und ein Sieg bei Sprintrennen in Davos. Beim Weltcuprennen in Otepää errang er zusammen mit Anders Gløersen den zweiten Platz im Teamsprint. Im Februar 2015 gewann er in Östersund im Sprint und über 15 km Freistil. Bei den Nordischen Skiweltmeisterschaften 2015 in Falun holte er zusammen mit Petter Northug Gold im Teamsprint. Über 15 km Freistil belegte er den fünften Platz. Beim letzten Sprintrennen der Saison in Drammen erreichte er den zweiten Platz und beendete die Saison auf dem vierten Rang im Gesamtweltcup und den ersten Platz im Sprintweltcup. Nach Platz drei bei der Nordic Opening in Ruka und Platz zwei mit der Staffel in Lillehammer zu Beginn der Saison 2015/16 wurde er Zweiter bei der Tour de Ski 2016. Dabei kam er zweimal auf den dritten Platz und siegte in Toblach über 10 km Freistil. Im Januar 2016 gewann er beim Weltcup in Nové Město mit der Staffel und wurde in Tromsø norwegischer Meister im Sprint. Im folgenden Monat belegte er beim Weltcup in Lahti im Skiathlon und im Sprint jeweils den zweiten Rang. Bei der Ski Tour Canada errang er den neunten Platz und beendete die Saison auf dem vierten Platz im Distanzweltcup und jeweils dem dritten Rang im Sprint und im Gesamtweltcup. Zu Beginn der folgenden Saison wurde er bei der Weltcup-Minitour in Lillehammer Achter. Es folgte ein zweiter Platz im Sprint in Davos und Siege im 15-km-Massenstartrennen und mit der Staffel jeweils in La Clusaz. Bei der Tour de Ski 2016/17, die er vorzeitig beendete, errang er bei der Sprintetappe in Val Müstair den dritten Platz. Bei den folgenden Weltcups siegte er in Ulricehamn mit der Staffel und belegte in Otepää den zweiten Rang im Sprint. Beim Saisonhöhepunkt den Nordischen Skiweltmeisterschaften 2017 in Lahti gewann er die Bronzemedaille im Skiathlon und die Goldmedaille mit der Staffel. Zudem wurde er Vierter im Sprint. Zum Saisonende kam er beim Weltcup-Finale in Québec auf den 70. Platz. Dabei errang er den zweiten Platz bei der Sprintetappe und erreichte den 17. Platz im Distanzweltcup, den zehnten Rang im Gesamtweltcup und den vierten Platz im Sprintweltcup.
Nach Platz 13 beim Ruka Triple zu Beginn der Saison 2017/18, kam Krogh im Weltcup dreimal unter die ersten Zehn und erreichte damit den 32. Platz im Gesamtweltcup. Beim Saisonhöhepunkt, den Olympischen Winterspielen 2018 in Pyeongchang, lief er auf den 18. Platz über 15 km Freistil. In der Saison 2018/19 siegte er in Beitostølen mit der Staffel und errang in Lahti den dritten Platz im Sprint. Zudem lief er bei der Tour de Ski 2018/19 auf den 20. Platz und erreichte abschließend den 31. Platz im Gesamtweltcup und den 13. Rang im Sprintweltcup. Anfang Februar 2019 wurde er in Meråker norwegischer Meister im Sprint. Bei den Nordischen Skiweltmeisterschaften 2019 in Seefeld in Tirol belegte er den 12. Platz im Sprint. Nach Platz drei mit der Staffel beim Weltcup in Lillehammer zu Beginn der Saison 2019/20, holte er im Januar 2020 in Nes Skianlegg über 30 km Freistil seinen vierten Sieg im Scandinavian Cup und siegte in Konnerud bei den norwegischen Meisterschaften über 15 km Freistil. Bei der Skitour 2020 errang er den 11. Platz und belegte in Östersund den dritten Platz über 15 km Freistil. Die Saison beendete er auf dem 28. Platz im Gesamtweltcup.

## Erfolge

### Siege bei Weltcuprennen

#### Weltcupsiege im Einzel
| Nr. | Datum             | Ort       | Disziplin                      |
| --- | ----------------- | --------- | ------------------------------ |
| 1.  | 14. Dezember 2014 | Davos     | 1,3 km Sprint Freistil         |
| 2.  | 14. Februar 2015  | Östersund | 1,2 km Sprint klassisch        |
| 3.  | 15. Februar 2015  | Östersund | 15 km Freistil Individualstart |
| 4.  | 17. Dezember 2016 | La Clusaz | 15 km Freistil Massenstart     |

#### Etappensiege bei Weltcuprennen
| Nr. | Datum          | Ort         | Disziplin                      | Rennen              |
| --- | -------------- | ----------- | ------------------------------ | ------------------- |
| 1.  | 20. März 2011  | Falun       | 15 km Verfolgung Freistil 1    | Weltcup-Finale 2011 |
| 2.  | 1. Januar 2013 | Val Müstair | 1,4 km Sprint Freistil         | Tour de Ski 2012/13 |
| 3.  | 24. März 2013  | Falun       | 15 km Verfolgung Freistil 1    | Weltcup-Finale 2013 |
| 4.  | 8. Januar 2016 | Toblach     | 10 km Freistil Individualstart | Tour de Ski 2016    |

#### Weltcupsiege im Team
| Nr. | Datum             | Ort         | Disziplin            |
| --- | ----------------- | ----------- | -------------------- |
| 1.  | 20. November 2011 | Sjusjøen    | 4 × 10 km Staffel 2  |
| 2.  | 24. Januar 2016   | Nové Město  | 4 × 7,5 km Staffel 3 |
| 3.  | 18. Dezember 2016 | La Clusaz   | 4 × 7,5 km Staffel 4 |
| 4.  | 22. Januar 2017   | Ulricehamn  | 4 × 7,5 km Staffel 5 |
| 5.  | 9. Dezember 2018  | Beitostølen | 4 × 7,5 km Staffel 6 |

### Siege bei Continental-Cup-Rennen
| Nr. | Datum             | Ort           | Disziplin       | Serie            |
| --- | ----------------- | ------------- | --------------- | ---------------- |
| 1.  | 26. Februar 2011  | Keuruu        | 15 km klassisch | Scandinavian Cup |
| 2.  | 14. Dezember 2012 | Sjusjøen      | 15 km Freistil  | Scandinavian Cup |
| 3.  | 15. Dezember 2012 | Sjusjøen      | Sprint Freistil | Scandinavian Cup |
| 4.  | 4. Januar 2020    | Nes Skianlegg | 30 km Freistil  | Scandinavian Cup |

## Teilnahmen an Weltmeisterschaften und Olympischen Winterspielen

### Olympische Spiele
- 2018 Pyeongchang: 18. Platz 15 km Freistil

### Nordische Skiweltmeisterschaften
- 2013 Val di Fiemme: 31. Platz 15 km Freistil
- 2015 Falun: 1. Platz Teamsprint Freistil, 5. Platz 15 km Freistil
- 2017 Lahti: 1. Platz Staffel, 3. Platz 30 km Skiathlon, 4. Platz Sprint Freistil
- 2019 Seefeld in Tirol: 12. Platz Sprint Freistil

## Statistik

### Weltcup-Platzierungen
Die Tabelle zeigt die erreichten Platzierungen im Einzelnen.
- 1.–3. Platz: Anzahl der Podiumsplatzierungen
- Top 10: Anzahl der Platzierungen unter den ersten zehn
- Punkteränge: Anzahl der Platzierungen innerhalb der Punkteränge
- Starts: Anzahl gelaufener Rennen in der jeweiligen Disziplin
- Hinweis: Bei den Distanzrennen erfolgt die Einordnung gemäß FIS.

| Platzierung               | Distanzrennen a | Distanzrennen a | Distanzrennen a | Distanzrennen a | Distanzrennen a | Skiathlon Verfolgung | Sprint | Etappen- rennen b | Gesamt | Team   | Team    |
| Platzierung               | ≤ 5 km          | ≤ 10 km         | ≤ 15 km         | ≤ 30 km         | > 30 km         | Skiathlon Verfolgung | Sprint | Etappen- rennen b | Gesamt | Sprint | Staffel |
| ------------------------- | --------------- | --------------- | --------------- | --------------- | --------------- | -------------------- | ------ | ----------------- | ------ | ------ | ------- |
| 1. Platz                  |                 | 1               | 2               |                 |                 | 2                    | 3      |                   | 8      |        | 5       |
| 2. Platz                  |                 | 1               |                 |                 |                 | 1                    | 5      | 4                 | 11     | 1      | 2       |
| 3. Platz                  |                 |                 | 1               |                 |                 | 1                    | 6      | 1                 | 9      |        | 1       |
| Top 10                    | 3               | 4               | 16              | 1               | 1               | 14                   | 34     | 7                 | 80     | 1      | 8       |
| Punkteränge               | 4               | 4               | 28              | 3               | 3               | 25                   | 55     | 13                | 135    | 2      | 10      |
| Starts                    | 5               | 8               | 35              | 5               | 6               | 34                   | 68     | 15                | 176    | 2      | 10      |
| Stand: Saisonende 2021/22 |                 |                 |                 |                 |                 |                      |        |                   |        |        |         |

### Weltcup-Wertungen
| Saison  | Gesamt | Gesamt | Distanz | Distanz | Sprint | Sprint |
| Saison  | Punkte | Platz  | Punkte  | Platz   | Punkte | Platz  |
| ------- | ------ | ------ | ------- | ------- | ------ | ------ |
| 2010/11 | 243    | 32.    | 53      | 48.     | 30     | 60.    |
| 2011/12 | 50     | 87.    | 42      | 59.     | 2      | 96.    |
| 2012/13 | 545    | 10.    | 159     | 31.     | 174    | 11.    |
| 2013/14 | 289    | 21.    | 126     | 28.     | 159    | 16.    |
| 2014/15 | 870    | 4.     | 231     | 18.     | 479    | 1.     |
| 2015/16 | 1584   | 3.     | 614     | 4.      | 414    | 3.     |
| 2016/17 | 660    | 10.    | 273     | 17.     | 323    | 4.     |
| 2017/18 | 215    | 32.    | 123     | 30.     | 52     | 36.    |
| 2018/19 | 274    | 31.    | 55      | 46.     | 175    | 13.    |
| 2019/20 | 289    | 28.    | 165     | 25.     | 52     | 38.    |
| 2020/21 | 29     | 85.    | -       | -       | 29     | 45.    |
| 2021/22 | 53     | 70.    | -       | -       | 53     | 35.    |